# Petite centrale hydroélectrique de Hučák
La petite centrale hydroélectrique de Hučák (Malá vodní elektrárna Hučák en tchèque) est une petite centrale hydroélectrique qui se trouve sur le barrage de même nom sur le fleuve Elbe à Hradec Králové en Tchéquie.

## Description
La centrale a été construite en 1909 et mise en service en 1912. Construite dans le style art nouveau par l'architecte František Sander (cs), elle est équipée de turbines Francis et elle est encore en activité.
La station est la propriété de la société ČEZ. Le bâtiment de l'usine abrite un centre d'information sur les énergies renouvelables.

## Crédits de traduction
- (cs) Cet article est partiellement ou en totalité issu de l’article de Wikipédia en tchèque intitulé « Malá vodní elektrárna Hučák » (voir la liste des auteurs).